# Superheroes (EP)
Superheroes je EP od německé powermetalové kapely Edguy vydané 18. října 2005.

## Seznam skladeb
1. Superheroes
2. Spooks in The Attic
3. Blessing in Disguise
4. Judas at the Opera
5. The Spirit (Magnum cover)
6. Superheroes (epická verze)

## Obsazení
- Tobias Sammet – zpěv, klávesy
- Jens Ludwig – hlavní kytara
- Dirk Sauer – rytmická kytara
- Tobias Exxel – baskytara
- Felix Bohnke – bicí

### Hosté
- Michael Kiske – zpěv